# Danielle George
Danielle Amanda George (nacida Kettle; 1975) es una profesora de ingeniería de frecuencia radiofónica en la Escuela de Ingeniería Eléctrica y Electrónica (EEE) y decana de Enseñanza y Aprendizaje en la Universidad de Mánchester, Reino Unido.

## Educación
George creció en Newcastle upon Tyne y se educó en Kenton Escuela y la Universidad de Liverpool donde completó Bachelor de grado de ciencia en Astrofísicas.
Después de su M.Sc. en la Escuela de Física y Astronomía, Universidad de Mánchester,  trabajando en Jodrell Observatorio de Banco (JBO), como ingeniero de frecuencia radiofónica. Junto a su trabajo de ingeniería,   completó un PhD en el Instituto de Mánchester de Ciencia y Tecnología (UMIST) en investigaciones en amplificadores de ruido bajo.

## Carrera
George trabajó en JBO como ingeniero de microonda sénior hasta 2006, cuándo fue nombrada conferenciante  en la Escuela de Ingeniería Eléctrica y Electrónica. Y, promovida a profesora a los 38 años en 2014. Ha sido editora de la Revista Internacional de Educación de Ingeniería Eléctrica (IJEEE) desde 2013.

## Investigaciones
Ha investigado y hace desarrollos sobre receptores de ruido bajo:
- Microonda y milímetro microonda monolítica ondulatoria circuito integrado (MMIC) diseño
- Milímetro-desarrollo de radiómetro ondulatorio y caracterización
- Ruido bajo alto-electrón-transistor de movilidad (HEMT) extracción de parámetro y modelización
- Amplificador de ruido bajo criogénico (LNA) y aplicaciones de radiómetro
- Comunicaciones de motor que utilizan técnicas de microonda / de frecuencia radiofónicas
- Mejoras a variedades de avión focal
- Identificación de weeds en cultivos de horticultura que utilizan frecuencia radiofónica (RF) técnicas[18]

George es líder del Reino Unido para amplificadores en el Arreglo de Kilómetro Cuadrado (SKA), el Telescopio de Arreglo Milimétrico Grande de Atacama (ALMA) y ha trabajado con NASA y la Agencia Espacial europea en el desarrollo de instrumentación para los investigadores que exploran el Big Bang.
Sus estudios han sido financiado por Ciencia y Consejo de Instalaciones de la Tecnología (STFC) y el Departamento para Entorno, Comida y Asuntos Rurales (DEFRA).

## Supervisión de doctorandos
- Mina Panahi[21]

- Mousumi Roy[22]

## Premios y honores
Recibió la 2014 Institución Real Conferencias de Navidad sobre cómo piratear vuestra casa. George es la sexta mujer en 189 años en presentar las conferencias de Navidad, siguiendo a Susan Greenfield (1994), Nancy Rothwell (1998), Monica Grady (2003), Sue Hartley  (2009) y Alison Woollard (2013). Las conferencias incluyen una conversación viva con Samantha Cristoforetti en la Estación Espacial Internacional y girando el Shell Centre en Londres a un juego gigante de tetris. Siguiendo la conferencia, George desarrolló una orquesta robot resultando en ganadora de la 2016 Real Academia de Ingeniería Rooke Premio para promoción pública de ingeniería.
Fue nombrada Miembro del Orden del Imperio británico (MBE) en los 2016 Honores de Cumpleaños por servicios a ingeniería a través de compromiso público.